# August Thalheimer
August Thalheimer (n. Obersulm, Württemberg; 18 de marzo de 1884 - f. La Habana; 19 de septiembre de 1948) fue un político y teórico marxista alemán.
En 1918, fundó el Partido Comunista de Alemania junto con Rosa Luxemburgo, Karl Liebknecht y otros radicales, donde fue su máximo teórico hasta fines de 1924; luego fue expulsado del partido por los miembros de La Internacional Comunista, en 1929 y luego organizó con Heinrich Brandler (1881-1967) una oposición, la Oposición del Partido Comunista (KPO).